# 1815 aux échecs
| Années des échecs : 1812 - 1813 - 1814 - 1815 - 1816 - 1817 - 1818    |
| Décennies des échecs : 1780 - 1790 - 1800 - 1810 - 1820 - 1830 - 1840 |

Cet article présente les faits marquants de l'année 1815 aux échecs.

## Divers
- Thomas Leeming (1788-1822) peint ‘’Hereford Chess Society’’, représentant des joueurs d’échecs[1].

## Naissances
- 8 juillet : Henry Howe, vainqueur du Canada[1].
- 21 septembre : Paul Rudolf von Bilguer, notamment auteur de ‘’Handbuch des Schachspieles’’[1].
- né le 22 décembre 1815 ou en 1814 : Marmaduke Wyvill, un des plus forts joueurs anglais de son époque[1].
- Charles Dillingham Mead joueur américain,, président de l’American Chess Congress, mort à New York [1].